# Куйбышевское сельское поселение (Крым)
Куйбышевское сельское поселение (укр. Куйбишевське сільське поселення, крымскотат. Albat köy yurtu, Албат кой юрту) — муниципальное образование в составе Бахчисарайского района Республики Крым России.

## География
Поселение расположено на юго-востоке района, в средней части долины реки Бельбек, в горах Внутренней Гряды Крымских гор. Граничит на северо-востоке с Верхореченским сельским поселением, на востоке — Зелёновским и Голубинским поселениями, на юге с Красномакским сельским поселением, и на западе — с землями Железнодорожненского поселения.
Площадь территории составляет 110,49 км².
Транспортное сообщение осуществляется по региональной автодороге 35К-020 «Бахчисарай — Ялта» (по украинской классификации — территориальная автодорога Т-0-117).

## Население
| 2001  | 2014  | 2015  | 2016  | 2017  | 2018  | 2019  |
| ----- | ----- | ----- | ----- | ----- | ----- | ----- |
| 5259  | ↗5386 | ↗5390 | ↘5345 | ↗5347 | ↗5352 | ↘5318 |
| 2020  | 2021  |       |       |       |       |       |
| ↗5323 | ↘5290 |       |       |       |       |       |

## Состав
В состав поселения входят 1 посёлок городского типа и 5 сёл:
| № | Населённый пункт | Тип населённого пункта      | Население на 2014 год |
| - | ---------------- | --------------------------- | --------------------- |
| 1 | Куйбышево        | пгт, административный центр | ↗2520                 |
| 2 | Большое Садовое  | село                        | ↗397                  |
| 3 | Высокое          | село                        | ↘151                  |
| 4 | Малое Садовое    | село                        | ↗336                  |
| 5 | Новоульяновка    | село                        | ↗343                  |
| 6 | Танковое         | село                        | ↗1639                 |

## История
29 ноября 1920 года был образован Албатский сельский ревком, преобразованный в 1921 году в Албатский сельсовет. Согласно Списку населённых пунктов Крымской АССР по Всесоюзной переписи 17 декабря 1926 года, в состав совета входило единственное село Албат, с населением 727 человек.
В 1945 году Албатский сельсовет был переименован в Куйбышевский сельский совет, вошедший в Куйбышевский район (бывший Фотисальский).
С 25 июня 1946 года Куйбышевский сельсовет — в составе Крымской области РСФСР, а 26 апреля 1954 года Крымская область была передана из состава РСФСР в состав УССР. На 15 июня 1960 года в составе Куйбышевского сельсовета числились 7 населённых пунктов:

| - Большое Садовое - Куйбышево - Малое Садовое - Новоульяновка | - Подлесное - Танковое - Шепетовка |

В 1960 году Куйбышево присвоен статус посёлка городского типа и сельсовет преобразован в Куйбышевский поселковый совет, с того же года сёла поссовета объединены в колхозе им. Ленина. Указом Президиума Верховного Совета УССР «Об укрупнении сельских районов Крымской области», от 30 декабря 1962 года Куйбышевский район присоединили к Бахчисарайскому и, соответственно, переподчинили поссовет.
На 1968 год в поссовет уже входило 9 сёл: помимо вышеперечисленных, он включал впоследствии упразднённые сёла Подлесное, Пещерное и Шепетовка.
С 21 марта 2014 года в составе Крыма аннексировано Россией.
Статус и границы новообразованного сельского поселения установлены Законом Республики Крым от 5 июня 2014 года № 15-ЗРК «Об установлении границ муниципальных образований и статусе муниципальных образований в Республике Крым».